# 叙尔河畔沃
叙尔河畔沃（法語：Vaux-sur-Sûre，法語發音：[vo syʁ syʁ]）是比利时瓦隆大区盧森堡省巴斯托涅区的一个市镇，位于叙尔河畔，通行法语，是比利时法语社群的一部分，面积135.87平方千米，人口5,651人（2018年1月1日）。